# Полуконтргарды Петропавловской крепости
Полуконтргарды Петропавловской крепости — четыре П-образные вспомогательные оборонительные укрепления, прикрывающие западные и восточные бастионы. В настоящее время от первоначальных сооружений сохранились лишь внешние стены.

## Архитектура и назначение
Четыре полуконтргарда прикрывают по однодому фасу у двух западных и двух восточных бастионов крепости. Представляли собой массивные П-образные сооружения с небольшим двориком. По углам длинных сторон стояли «подзорные» будки для часовых — бартизаны, сначала пятиугольные кирпичные, позже круглые гранитные. Бо́льшая часть внутреннего объёма строений была заполнена грунтом, который также образовывал пол валганга, а также бруствер с открытыми амбразурами. На валганг с дворика вёл пандус или аппарель. Кроме заполнения, в средней части построек имелись небольшие помещения, состоящие из двух комнат. На валгангах, за брустверами, должны размещаться орудия. Для этого в брустверах имелось на длинных сторонах по шесть открытых орудийных амбразур и по три на коротких сторонах. Закрытые орудийные казематы в таких сооружениях всегда отсутствовали.
Все полуконтргарды соединены своими длинными сторонами с равелинами траверсами — наполовину более короткими поперечными (относительно секторов обстрела с фасов равелинов) стенками, а короткими — с плотинами батардо. Причём траверсы здесь не являются обязательным элементом, так как те перекрытые промежутки рассчитаны на прострел с бастионов.

## Строительство
Строительство полуконтргардов приходится на время правления императрицы Анны Иоанновны. Два полуконтргарда начали возводиться вместе с перестройкой безымянного земляного равелина времён Петра I. Кирпичные Иоанновский равелин и два полуконтргарда начали сооружать в 1731 году под руководством военного и государственного деятеля Х. А. Миниха. В 1733 году началось возведение полуконтргардов вместе с ранее не существовавшим Алексеевским равелином. В 1740 году все фортификационные каменные работы были завершены. В завершение все стены крепости были покрыты штукатуркой «брусничного цвета» (цвет давал толчёный кирпич).
В 1779—1785 годах невские фасады были облицованы гранитными плитами (по проекту инженера Р. Р. Томилова). При этом если юго-западный полуконтргард был облицован полностью, то юго-восточный полностью облицован на короткой невской стороне, а на длинной гранит занимает меньшую часть стены. При этом были сделаны и гранитные брустверы с амбразурами. В 1790 году в крепости были заменены кирпичные бартизаны на гранитные. В полуконтргардах они находились на концах длинных сторон. Кирпичный участок юго-восточного, возможно, утратив кирпичную бартизану, гранитную не получил. Сейчас на южных полуконтргардах сохранилось по одной целой и ещё основание разрушенной на юго-западном. До второй половины XIX в. восточные полуконтргарды сохранялись в первоначальном виде. Даже имели на валганге специальные крепостные орудия, впрочем, это было и в других частях крепости.

## Перестройка
В конце XIX века полуконтргарды стали срывать, оставляя лишь тонкие эскарповые стены, а затем застраивать. Что касается траверсов, то первоначальные были уничтожены. Вместо них появились новые стенки, которые выдвинуты вперёд заподлицо со стенами полуконтргардов или с небольшим отступом. Северо-восточный полуконтргард Меншикова бастиона в 1894 году был перестроен. Там разместилось здание для неприкосновенного запаса Ижорского резервного батальона (по проекту военного инженера В. Ф. Асмуса). Оно одноэтажное, с узким внутренним двориком. При этом оно вполне имеет облик оборонительной казармы и вписалось в единый ансамбль с Иоанновским равелином. На месте правого полуконтргарда в 1908—1909 годах был построен отдельно стоявший одноэтажный дом (по проекту военного инженера С. А. Чистоградова) для квартир командира и старших офицеров пулеметной роты лейб-гвардии Стрелкового полка.
Также и два западных полуконтргарда (вместе с Алексеевским равелином) полностью лишились внутреннего заполнения. В 1897 году в правом полуконтргарде был построен офицерский флигель (по проекту Каменева) для высших чинов, служивших при Архивах Главных Управлений Военного министерства. Затем почти на месте левого полуконтргарда в 1900 году был возведен двухэтажный Обер-офицерский флигель (по плану военного инженера В. Ф. Асмуса) для четырех ротных командиров лейб-гвардии Стрелкового полка. Фасады всех новых построек Алексеевского равелина в конце XIX века были покрашены в жёлтый цвет.
И позднее на освободившихся площадях полуконтргардов появлялись различные постройки, жилого или хозяйственно-гаражного назначения. Причём полуконтргард Трубецкого бастиона до сих пор остаётся захламлённым с обеих сторон. Со временем была сильно разрушена длинная стена северо-западного контргарда. Но после реставрации он был снаружи покрыт гладкой штукатуркой светло-красного цвета. Так было сделано с кирпичными стенами всех полуконтргардов и траверсов. Но в недавнее время все кирпичные восточные укрепления снаружи были покрыты брусничной штукатуркой с отштампованным рисунком кирпичной кладки. При этом траверсы были оставлены гладкими. В процессе же самых недавних ремонтов, вместе с укреплениями главного вала, полуконртгард Зотова бастиона был покрыт штукатуркой серого цвета с имитацией на ней гранитных плит. Причём сначала это серой стала только длинная стена, а малая была коричневой, но тоже под плиту. Позже всё стало серым. Траверсы остались гладкими и сохранили светло-красный цвет. Внутренние фасады всех укреплений тоже получили штампованные кирпичи по яркой брусничной штукатурке, но уже с имитацией швов кладки белым цветом. Причём в исторической действительности на оштукатуренных участках укреплений крепости никогда не наводился кирпичный рисунок, ни с раскраской швов, ни без раскраски. Внутренние же открытые стороны стен трёх полуконтргардов всегда представляли собой вид ветхой разрушающейся кирпичной кладки. Также на наружных стенах, под самым верхом, была установлена электрическая подсветка, прикрытая железным карнизом.

## Нереализованные проекты
При возведении каменной крепости, видимо, предусматривалась и возможность сделать конструкцию траверсов аналогичной конструкции полуконтргардов, то есть создать тем два непрерывных тенальных фронта из равелинов и полуконтргардов с траверсами. Об этом свидетельствуют планы крепости Х. А. Миниха 1730-х годов. В таком варианте теперь уже оборонительные траверсы должны бы получить по две стенки с внутренней засыпкой. При этом один из вариантов планов показывает у траверсов восточной стороны по три внутренних орудийных каземата. Возможно, рассматривались разные варианты. При этом и в брустверах валгангов должны бы появиться по три открытые амбразуры.
Существовал план защитить полуконтргардами (контр-равелинами) или же кyврфассами также оба равелина. Это отражено на постоянно тиражируемом юбилейном плане 1753 года, который выполнил художник М. И. Махаев.